# おおすみ (輸送艦・2代)
おおすみ（ローマ字：JS Osumi, LST-4001）は、海上自衛隊の輸送艦。おおすみ型輸送艦 (2代)の1番艦。艦名は大隅半島に由来し、この名を持つ輸送艦としては初代おおすみ型輸送艦「おおすみ」（LST-4001） に続いて2代目。

## 艦歴
「おおすみ」は中期防衛力整備計画（平成3年度～平成7年度）に基づく平成5年度計画8,900トン型輸送艦4111号艦として、三井造船玉野事業所で1995年12月6日に起工され、1996年11月18日に進水、1998年3月11日に就役し、自衛艦隊に直轄艦として編入され呉に配備された。
本艦には就役当初、外洋航海やヘリ離着艦時の安定性を向上させるフィンスタビライザー（横揺れ防止装置）が政治的判断から装備されず、就役から8年後の2006年に国際緊急援助活動に対応するための大型輸送艦の改修費としてスタビライザー取り付け費用が防衛庁（現・防衛省）でようやく予算化され、同時に航空燃料の容量も増やされた。また、就役当初にはなかった戦術航法装置 (TACAN) も搭載された。
1999年8月17日に発生したトルコ北西部地震被害への援助として、仮設住宅を輸送するため、9月23日に掃海母艦「ぶんご」、補給艦「ときわ」とともに神戸港を出港、エジプトのアレクサンドリアまで平均速力18kt（約33km/h）で無寄港連続23日間という海上自衛隊史上初の長距離連続航海を行い、10月19日にイスタンブールのハイダルパシャ港に入港した。帰路は11月22日に呉港に入港予定であったが、「ぶんご」が真水タンクが空になったことによりトップヘビー状態になり、入港が1日遅れるという椿事があった（「ときわ」は22日に佐世保に帰港）。
2002年3月9日、呉を出港し護衛艦「みねゆき」とともに東ティモールへPKO部隊を輸送、同年4月27日、帰国した。なお、2002年3月12日付で自衛艦隊直轄部隊として第1輸送隊が新編され、同日付で就役した2番艦「しもきた」とともに編入された。
2004年2月20日、イラク復興支援法に基づき、陸上自衛隊がイラクで使用する軽装甲機動車や給水車など車両70台を搭載し、護衛艦「むらさめ」とともに室蘭を出港、同年3月15日、クウェートに入港し、車両などを陸揚げした後、同年4月8日に帰国した。
2006年4月3日、第1輸送隊が護衛艦隊隷下に編成替え。
2010年1月26日から1月28日、輸送艦「くにさき」、米海軍揚陸艦「トーテュガ」と共に、佐世保港と九州西方海域で輸送特別訓練を実施。
2011年3月5日、日本とインドネシアが共催する東南アジア諸国連合地域フォーラム災害救援実動演習に参加するためヘリコプター等を搭載して呉基地を出港した。しかし、11日に東日本大震災が発生したため帰国し、救援物資を横須賀基地で積んで19日に仙台港へ輸送した。
2012年6月から7月にかけて「パシフィック・パートナーシップ2012」に参加し、フィリピン及びベトナムを訪問し、医療活動、文化交流等を行った。
2013年10月16日、台風26号による伊豆大島土石流被害に対する災害派遣のため、呉を出港。10月18日早朝、横須賀に入港して陸自隊員130名と車両50両を搭載し、正午過ぎに出港して伊豆大島に向かい、夕方にLCACを使用して伊豆大島弘法ヶ浜へ隊員や車両を揚陸した。
同年11月8日にフィリピンを襲った台風30号による被害の救援のために国際緊急援助隊が編成され、護衛艦「いせ」、補給艦「とわだ」と共に派遣された（「サンカイ（現地語で友達）作戦」）。11月18日に呉を出港し、11月22日レイテ湾に到着、救援物資輸送や医療、防疫活動を実施し、12月20日に帰国した。なお、「おおすみ」は沖縄周辺での離島防衛のための訓練に参加する予定であったが、急遽これを中止して派遣が決まった。訓練は34,000人が参加する予定で、「おおすみ」は訓練海域で拠点となる計画であった。「おおすみ」の脱落によって離島防衛訓練自体も中止となった。
2014年1月15日、定期整備のため三井造船玉野工場に向けて呉を出港する途中、広島県大竹市の阿多田島沖の瀬戸内海で、無謀な航路横切りを試みた遊漁船に異常接近され、おおすみは再三警告、減速したが衝突された。釣り船が転覆、乗っていた4人が海に投げ出され、おおすみの乗員に救助されたが、うち釣り船の船長と釣り客の2人が死亡した。
2015年5月16日から5月17日、九州西方海域でSH-60J/Kヘリ、陸自西部方面総監部、西部方面航空隊CH-47Jヘリ、UH-60JAヘリ、米海軍艦艇、仏海軍強襲揚陸艦「ディズミュード」、フリゲート「アコニト」と日米仏共同訓練を実施。ディズミュードのLCATを本艦に、本艦のLCACをディズミュードに乗艦させる相互乗艦訓練（クロスデッキ）などを行った。
2016年4月14日と4月16日に発生した熊本地震の災害派遣に参加。
同年7月1日、第1輸送隊が掃海隊群隷下に編成替え。
2018年5月5日から9日までの間、インドネシア共和国ロンボク周辺海域で実施されるインドネシア海軍主催の人道支援・災害救援に関する多国間共同訓練「コモド2018」に参加し、医療／捜索救難訓練、指揮所訓練、机上訓練等を実施した。その後、5月22日から6月2日にかけてはベトナムのカムランに寄港し、「パシフィック・パートナーシップ2018」の活動に参加した。
同年7月11日、平成30年7月豪雨をうけて横須賀基地を離れ呉基地への物資輸送任務を行う。旧軍港4市（横須賀・舞鶴・呉・佐世保）間の災害時相互応援協定に基づいた呉市の要請に応じて、横須賀市が提供を決定した非常用備蓄物資（土嚢袋、食料、飲料水、海水淡水化装置など）や、呉地方総監部から横須賀地方総監部に依頼があった物資が積み込まれ、13日に呉に到着した。また、陸自隊員向けに艦内の入浴施設を開放した。
同年8月26日及び27日、沖縄周辺海域において米海軍強襲揚陸艦「ワスプ」他、艦艇数隻と共同訓練を実施した。
同年10月5日から10月19日には鹿児島県種子島及び同周辺海空域において日米共同訓練（ブルークロマイト）を実施した。陸上自衛隊からは水陸機動団第2水陸機動連隊、第1ヘリコプター団等、米海兵隊からは第3海兵師団第4海兵連隊が参加し、着上陸訓練を実施した。 
2021年5月11日から17日にかけて護衛艦「いせ」、「あしがら」、「あさひ」、「こんごう」、ミサイル艇「おおたか」、「しらたか」、哨戒機、潜水艦とともに東シナ海において日米豪仏共同訓練（ARC21）に参加する。米海軍からはドック型輸送揚陸艦「ニューオリンズ」、豪海軍からはフリゲート「パラマッタ」、仏海軍からは強襲揚陸艦「トネール」、フリゲート「シュルクーフ」が参加し、防空訓練、対潜訓練、着上陸訓練を実施する。
2022年1月20日、火山島の大規模噴火に見舞われたトンガへの支援物資輸送のためトンガ王国国際緊急援助活動統合任務部隊が編成された。本艦は、火山灰を取り除くための高圧洗浄機や飲料水などを積み、24日午後2時すぎに呉基地を出港した。今回の派遣では、現地の港に接岸できないことを想定し、輸送用のホバークラフト「LCAC」や陸自CH-47輸送ヘリコプター2機なども搭載されている。2月9日正午ごろ、トンガタプ島のヌクアロファ港に入港し、同月12日、緊急援助物資の引渡しと給水支援を終え、出港した。帰国途上の2月17日、豪海軍補給艦「サプライ」から補給を受け、同年3月5日に呉基地に帰港した。
同年9月16日から19日にかけて、日本周辺（太平洋上）訓練海空域及び沼津海浜訓練場において実施される日米共同訓練（輸送特別訓練）に参加予定であったが、僚艦「くにさき」が本艦に代わり参加することが9月15日に海上幕僚監部から発表された。
2023年2月27日から3月12日にかけて、掃海艇「ひらしま」、「やくしま」とともに広島湾及び九州西方から沖縄周辺の訓練海空域において実施される日米共同訓練に参加。米海軍からは強襲揚陸艦「アメリカ」、ドック型揚陸艦「アシュランド」、ドック型輸送揚陸艦「グリーンベイ」等が参加し、クロスデッキ、船舶誘導訓練、捜索救難訓練、立入検査訓練、PHOTOEX等を実施。
2024年1月2日15時、令和6年能登半島地震に対する災害派遣として、重機等輸送のために呉を出港、翌3日に舞鶴に入港し、第4施設団の重機等車両及び災害救援物資等を搭載したのち、能登半島方面へ向かった。翌4日の午前9時すぎから能登半島沖からLCACにより輪島市大川浜へ重機・救援物資を輸送した。その後は能登半島付近の洋上において、海上基地（シーベーシング）としてヘリコプター及びLCACを使用した物資輸送等の任務に従事した。任務を終了し、同月23日に呉に帰港した。
2025年3月15日、呉基地から宇品波止場までの体験航海を実施。3月16日には、広島みなとフェスタにて一般公開された。LCACの展示航行も同時に行われた。荒天のため予定されたヘリコプターの着艦デモは中止された。
同年6月12日、令和7年度インド太平洋方面派遣（IPD25）第2水上部隊として呉基地から出港した。同年7月13日から同年8月4日まで豪州及び同周辺海空域において実施される米豪主催多国間共同訓練タリスマン・セイバー25にIPD25第3水上部隊の「いせ」、「すずなみ」とともに参加する。同年8月24日から9月4日にかけて、インドネシア共和国ジャワ島、スマトラ島、ダボ・シンケプ島及び同周辺海空域において実施される米尼軍等との実動訓練（スーパー・ガルーダ・シールド25）に参加する。訓練項目は水陸両用作戦訓練、戦術運動、PHOTOEX等。

### 歴代艦長
| 代 | 氏名       | 在任期間               | 出身校・期 | 前職                                            | 後職                                       | 備考                            |
| -- | ---------- | ---------------------- | ---------- | ----------------------------------------------- | ------------------------------------------ | ------------------------------- |
| 01 | 山村洋行   | 1998.3.11 - 1999.3.31  | 防大13期   | おおすみ艤装員長                                | 第2海上訓練指導隊司令                      |                                 |
| 02 | 成影 務    | 1999.4.1 - 2000.3.29   | 防大14期   | とわだ艦長                                      | 舞鶴警備隊司令                             |                                 |
| 03 | 江崎一洋   | 2000.3.30 - 2001.8.9   | 防大15期   | 海上自衛隊第1術科学校生徒部長                   | 第1海上訓練指導隊                          |                                 |
| 04 | 小島英伸   | 2001.8.10 - 2002.9.19  | 防大18期   | おじか艦長                                      | 舞鶴地方総監部監察官                       |                                 |
| 05 | 阪上廣治   | 2002.9.20 - 2004.3.31  | 防大16期   | 自衛艦隊司令部幕僚                              | 電子情報支援隊司令                         |                                 |
| 06 | 大河戸正巳 | 2004.4.1 - 2006.3.26   | 防大20期   | 海上自衛隊第1術科学校教官                       | 自衛艦隊司令部                             | 就任時2等海佐 2005.7.1、1等海佐 |
| 07 | 江﨑哲夫   | 2006.3.27 - 2009.3.24  | 防大21期   | くにさき副長                                    | 佐世保基地業務隊付                         | 2等海佐                         |
| 08 | 田邉明彦   | 2009.3.25 -2011.4.10   | 防大26期   | 横須賀地方総監部管理部人事課長                  | ひゅうが艦長                               | 就任時2等海佐 2009.7.1、1等海佐 |
| 09 | 村田耕一   | 2011.4.11 - 2013.3.31  | 防大26期   | 護衛艦隊司令部幕僚                              | 誘導武器教育訓練隊教育部長                 | 2等海佐                         |
| 10 | 田中久行   | 2013.4.1 - 2014.7.31   | 防大29期   | 海上自衛隊第1術科学校教官                       | 第1術科学校主任教官                        | 2等海佐                         |
| 11 | 秋元辰夫   | 2014.8.1 - 2016.9.29   | 防大31期   | 海上幕僚監部防衛部 運用支援課南極観測支援班長   | 大湊地方総監部付 →2016.10.3 同総監部監察官 | 2等海佐                         |
| 12 | 斎藤 貴    | 2016.9.30 - 2017.12.19 | 防大32期   | 大湊海上訓練指導隊副長 兼 指導部長              | 護衛艦隊司令部 兼 自衛艦隊司令部           | 2等海佐                         |
| 13 | 堀川雄司   | 2017.12.20 - 2019.7.31 | 防大35期   | かしま艦長                                      | 大湊海上訓練指導隊司令                     |                                 |
| 14 | 鳥越 要    | 2019.8.1 - 2020.8.2    | 防大36期   | 統合幕僚学校教育課 第2教官室学校教官            | 対馬防備隊司令                             |                                 |
| 15 | 渡邊秀幸   | 2020.8.3 - 2022.9.8    | 防大35期   | とわだ艦長                                      | 開発隊群司令部                             | 2等海佐                         |
| 16 | 阿部周一   | 2022.9.9 - 2023.10.5   | 防大40期   | 舞鶴地方総監部管理部総務課長                    |                                            | 2等海佐                         |
| 17 | 小泉正弘   | 2023.10.6 - 2025.4.3   | 防大43期   | 海上自衛隊幹部学校運用教育研究部 主任研究開発官 | 横須賀地方総監部防衛部勤務                 |                                 |
| 18 | 齋藤岳彦   | 2025.4.4 -             |            | 海上訓練指導隊群司令部幕僚                      |                                            | 2等海佐                         |

## ギャラリー

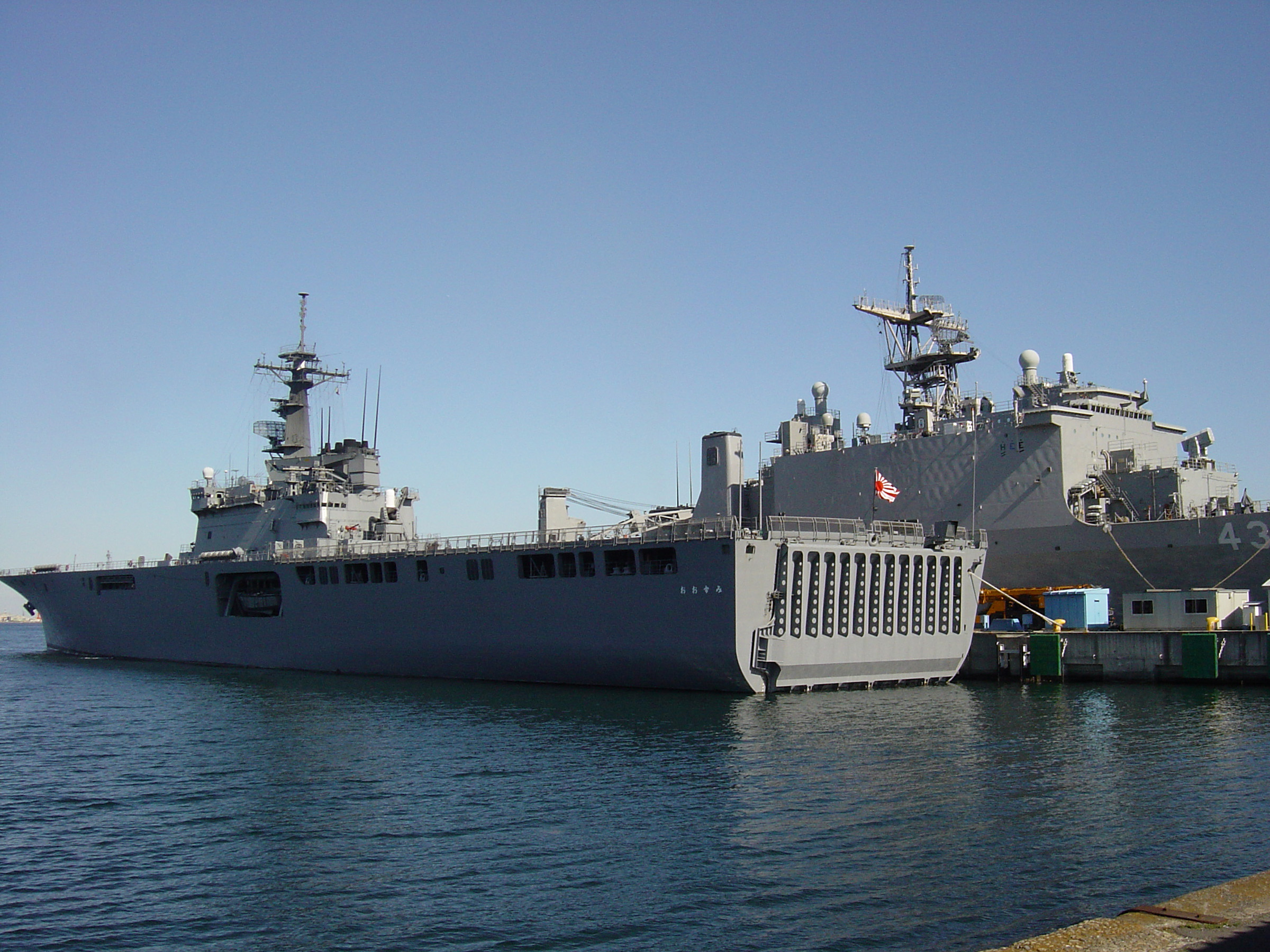
米横須賀基地にて
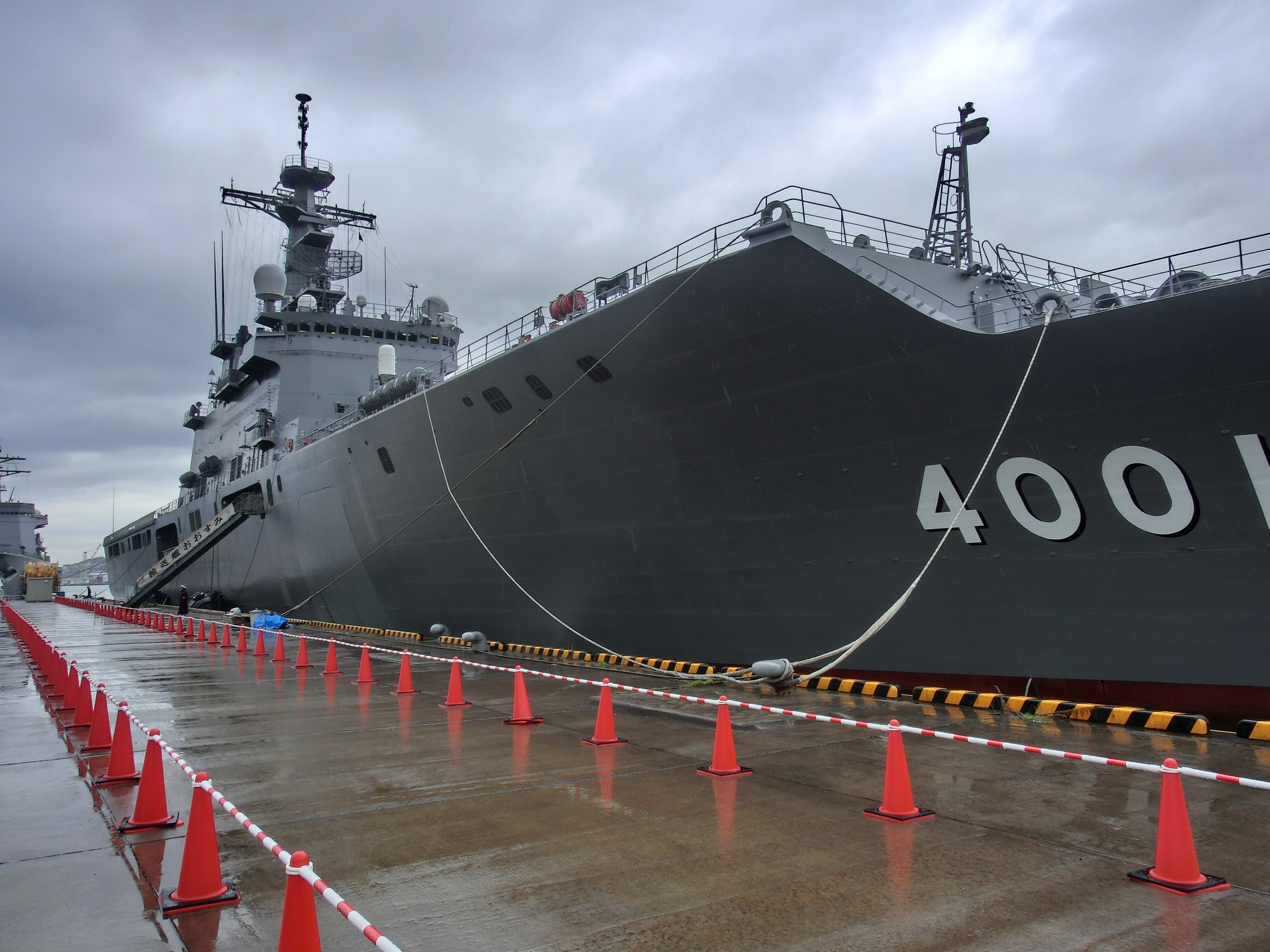
呉基地に停泊中
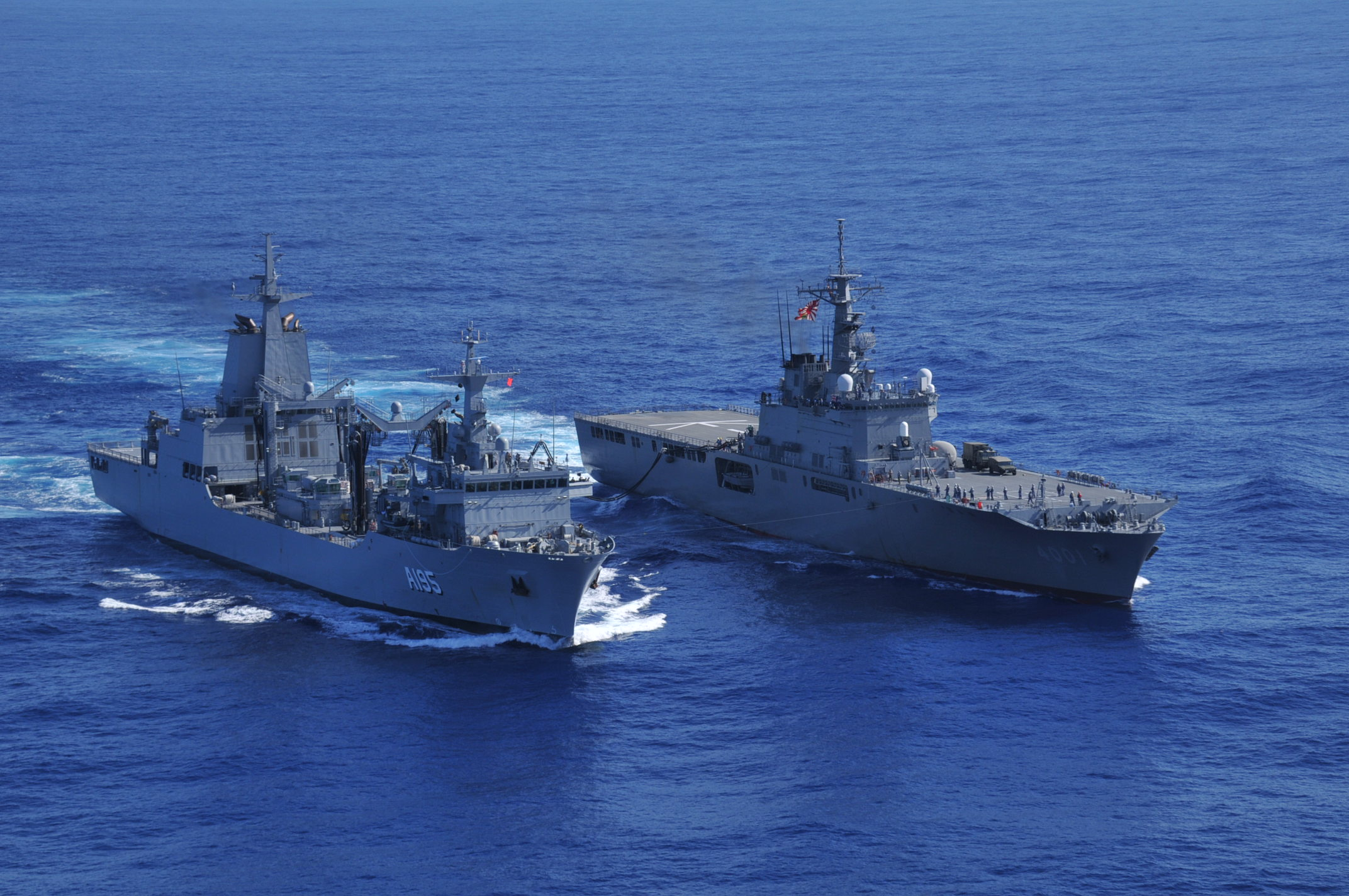
豪海軍補給艦「サプライ」から補給を受ける「おおすみ」
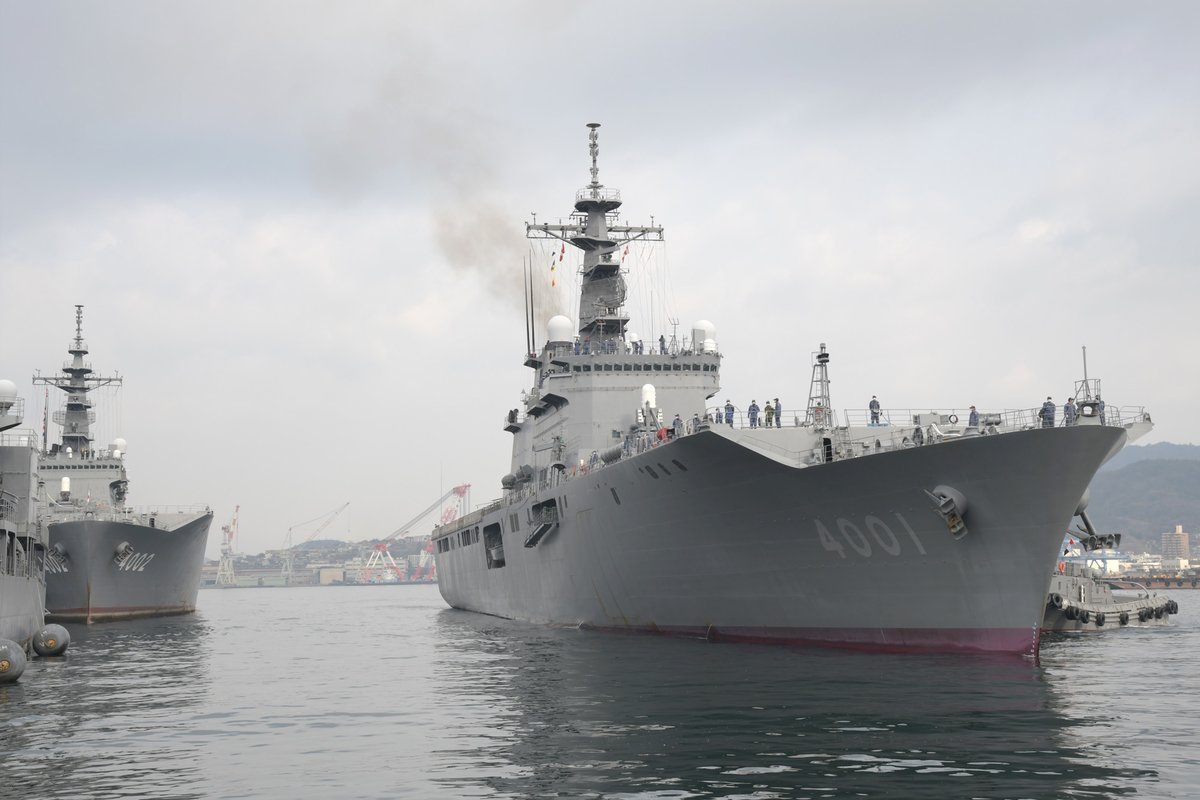
トンガ王国の国際緊急援助活動から帰国した「おおすみ」